# SS Ohioan
Ne doit pas être confondu avec SS Ohio.
Le SS Ohioan est un cargo américain construit en 1914 pour l'American-Hawaiian Steamship Company. Pendant la Première Guerre mondiale, il sert de transport pour l'United States Navy sous le nom d'USS Ohioan (ID-3280).

### Articles
- (en) Thomas C. Cochran et Ray Ginger, « The American-Hawaiian Steamship Company, 1899–1919 », The President and Fellows of Harvard College, Boston, vol. 28, no 4,‎ décembre 1954, p. 343–365 (OCLC 216113867, DOI 10.2307/3111801).
- (en) Edmund Otis Hovey, « The Isthmus of Tehuantepec and the Tehuantepec National Railway », American Geographical Society, New York, vol. 39, no 2,‎ 1907, p. 78–91 (OCLC 2097765, DOI 10.2307/198380).

### Ouvrages
- (en) Benedict Crowell et Robert Forrest Wilson, The Road to France : The Transportation of Troops and Military Supplies, 1917–1918, New Haven, Connecticut, Yale University Press, 1921 (ISBN 1-143-73956-6, OCLC 18696066).
- (en) Albert Gleaves, A History of the Transport Service : Adventures and Experiences of United States Transports and Cruisers in the World War, New York, George H. Doran Company, 1921, 268 p. (lire en ligne).
- (en) Winthrop A. Haskell, Shadows on the Horizon : The Battle of Convoy HX-233, Annapolis, Maryland, Naval Institute Press, 1998, 192 p. (ISBN 978-1-55750-887-4, OCLC 40834201).
- (en) David D. Lee, Sergeant York : An American Hero, Lexington, Kentucky, University Press of Kentucky, 1985, 162 p. (ISBN 978-0-8131-1517-7, OCLC 10779862).
- (en) Felix Riesenberg, Golden Gate : The Story of San Francisco Harbor, New York, Tudor Pub. Co., 1945 (1re éd. 1940) (OCLC 19356199).
- (en) Jerry Sprout et Janine Sprout, Golden Gate Trailblazer : Where to Hike, Stroll, Bike, Jog, Roll in San Francisco and Marin, Markleeville, California, Diamond Valley Co., 2001, 288 p. (ISBN 978-0-9670072-2-9, OCLC 47856075).
- (en) Mark Ellis Thomas, Swinging the Maelstrom : New Perspectives on Malcolm Lowry, Montréal, McGill-Queen's University Press, 1992, 273 p. (ISBN 978-0-7735-0862-0, OCLC 28547699, lire en ligne), « Under the Shadow of the Volcano; Malcolm Lowry's Poetry ».

### Ressources numériques
- (en) Tim Colton, « Bethlehem Steel Company, Sparrows Point MD », The Colton Company (consulté le 18 août 2008).
- (en) « Minnesotan », sur Dictionary of American Naval Fighting Ships, département de la Marine, Naval History & Heritage Command, 10 août 2015 (consulté le 16 mars 2016).
- (en) « Ohioan (Id. No. 3280) », sur Dictionary of American Naval Fighting Ships, département de la Marine, Naval History & Heritage Command, 8 février 2016 (consulté le 16 mars 2016).